# 島崎赤太郎
島崎 赤太郎（しまざき あかたろう、1874年〈明治7年〉7月9日 - 1933年〈昭和8年〉4月13日）は、日本の作曲家、音楽教育者であり、オルガン奏者である。東京音楽学校（現在の東京芸術大学）教授。

## 略歴
東京の築地（入船）に生まれた。父親の熊次郎は大工棟梁であったが、1886年（明治19年）ごろ、一家をあげてクリスチャンとなった。この父親は1890年（明治23年）の内国勧業博覧会にオルガンを出品していた。赤太郎は東京音楽学校（現・東京藝術大学）入学後、専修部でルドルフ・ディットリヒ、小山作之助らの元で学び、1893年（明治26年）に卒業。そのまま母校の助教となり、1901年（明治34年）には昭憲皇太后御前演奏を行っている。1902年（明治35年）3月出国。文部省給費留学生としてドイツのライプツィヒ王立音楽院（現・フェリックス・メンデルスゾーン・バルトルディ音楽演劇大学ライプツィヒ）へ留学（夏までは病気の瀧廉太郎の帰国を支援した後、9月入学）。名指揮者のアルトゥール・ニキシュが校長の時代、パウル・ホーマイエル（Paul Homeyer, オルガン）、エミル・パウル（音楽理論）ほかの元で、約4年間オルガンと作曲を学ぶ。留学中に東京音楽学校教授となり、1906年（明治39年）6月に帰国後、音楽関係の会社である共益商社の創業者白井練一の四女白井もとと結婚。同年秋より母校でオルガンと音楽理論を教え、オルガン普及に尽力。
文部省視学委員、同唱歌編纂委員も務め、文部省著作『尋常小学唱歌』(全120曲)の作曲委員会主任。『中学唱歌』などの選曲編集にも尽力した。1899年（明治32年）初版の島崎編『オルガン教則本』（共益商社）は1936年（昭和11年）に146版を達成している。作曲の重鎮として大正天皇の「御大礼奉祝合唱歌」などの公式曲を数多く担当していた。日本教育音楽協会編纂の音楽教科書にも伴奏譜の作曲で貢献をしている。1930年（昭和5年）、東京音楽学校を退職。
1933年（昭和8年）4月13日永眠。葬儀は同15日芝愛宕町の日本キリスト教会で行われ、谷中霊園の甲新12に埋葬された。墓石は音楽学校卒業生有志により1936年（昭和11年）2月に建立された。

## 主な作品
- 小樽区歌（作詞：芳賀矢一） 1911年
- 獨逸膺懲の歌（作詞：吉丸一昌 ）　NCID BA65921791   1914年
- 御立太子礼奉祝合唱歌（作詞：大須賀績 ） 1915年
- 御大礼奉祝合唱歌（作詞：吉丸一昌） 1915年
- 真宗宗歌（作詞：真宗各派協和会） 1923年
- 小山作之助 先生還暦祝賀の歌   1924年
- 日本の赤十字(NDLJP:3573157 )（作詞：松平乗承 )
- 御大喪の歌　1927年
- 人形を送る歌（作詞：高野辰之）[2]  1927年
- 最上川（歌詞 : 昭和天皇の御製）「山形県民の歌 」[3]  1930年
- 田舎の冬　1931年

### 校歌・寮歌
- 旧制第一高等学校の全寮寮歌　[4] （作詞： 大島正徳） 1901年
- 山口県立下関南高等学校校歌（作詞：芳賀矢一） 1911年
- 十文字高等学校校歌（作詞：其波安） 1911年
- 函館大妻高等学校校歌（作詞：尾上八郎） 1911年
- 長野県大町高等学校（作詞 : 吉丸一昌）　1911年
- 京華女子中学校・高等学校校歌（作詞：小林愛雄） 1911年
- 墨田区立緑小学校校歌（作詞：阪正臣） 1912年
- 静岡県立静岡高等学校（作詞 : 吉丸一昌）　1916年
- 西南学院大学校歌（作詞：水町義夫）　1921年
- 札幌女子尋常高等小学校→ 札幌市立大通小学校校歌（作詞：堀沢周安） 1921年
- 東京都立三田高等学校校歌（作詞：土岐善麿） 1926年
- 立教大学校歌 『栄光の立教』（作詞：諸星寅一　補作 : 杉浦貞二郎）[5]　1926年
- 山形師範学校校歌 『明治の十一基をおきて』（作詞： 土井晩翠）　1928年
- 北海道第二師範学校（作詞 : 加勢蔵太郎）
- 長崎市立佐古小学校校歌（作詞：八波則吉）

## 著書
- 『オルガン教則本1』 共益商社楽器店1899年
- 『オルガン教則本2』共益商社楽器店1900年
- 『リード オーガン アルバム』NCID BA60708811 共益商社書店1914年
- 島崎赤太郎 訳 Ludwic Klee著 『古典ピアノ樂の裝飾音』 NCID BN13270160 共益商社書店1926年
- 『詳解楽語辞典』NCID BA42429510 共益商社書店1930年
- 島崎赤太郎 案 ヤーダソーン著『和声学教科書 例題の鍵』 共益商社書店1930年
- 島崎赤太郎 訳 ヤーダソーン著 『對位法教科書』NCID BA30451614 共益商社書店1931年
- 『詳解楽典』 共益商社書店1934年

## 評価
島崎は明治中期から昭和初期にかけての日本において、音楽専門教育、特にオルガンと作曲法の教師として、重要な人物であった。瀧廉太郎や岡野貞一、永井幸次、中田章、福井直秋、信時潔、井上武士らが島崎の教えを何らかの形で受けている。民間で出版された彼らの楽譜にもその影響は残っている。例えば、中田章作曲「早春賦」が掲載された「新作唱歌　第三集」序文（大正元年、吉丸一昌記述）には、島崎赤太郎が綿密に校閲したことが明記されている。既に知られているように吉丸一昌と島崎赤太郎の2人は文部省編「尋常小学唱歌」の編纂主任でもあった。同時期に編集された伴奏譜「尋常小学唱歌伴奏楽譜・歌詞評釈」（共益商社書店）でも福井直秋を支援する形で上記二名が校閲を担当していた。しかもこの伴奏譜を、島崎・福井と対立したと説明されることの多い田村虎蔵が明確に「推薦」した（実名で）という事実も重要である。

## 叙勲
1917年（大正6年）にルーマニア王冠四等勲章、1928年（昭和3年）に勲三等瑞宝章。

## 伝記上の注意点
従来、島崎赤太郎について正確な伝記がなかったことから、反対派閥当事者による誤った伝聞ばかりが引用されることが多かった。以下にその内容を示す。
例えば、島崎らが1904年（明治37年）に東京音楽学校の外国人教師、ノエル・ペリ を排除したという、風評に基づく俗説が従来の音楽史家の間に広まっていた（文化功労者となった田辺尚雄著『明治音楽物語』参照）。
しかし、この田辺の著作に記述された島崎に関する風評は検証可能な歴史事実ではない。出国、帰国の記録から、事件自体島崎のライプツィヒ留学中に起こった出来事であり、島崎には全く関係がなかった。時期が合わないうえ（乗船名簿、官報で確認《赤井　励による》、島崎は留学中、既に教授就任していたため、ペリは何ら邪魔でなかった《中村理平博士が確認》）。島崎の帰国年が間違って記載されている文献もある。ノエル・ペリが編纂した『オルガンの友』が島崎夫人の実家である共益商社から発行されていたことは確認でき、それがカトリック教会、東京音楽学校から離れたノエル・ペリにとっての主要な収入源の一つであった。留学前に同僚であったノエル・ペリを帰国後の島崎が支援していた可能性がある。なぜなら島崎の直弟子、草川宣雄が1934年（昭和9年）に書き残した記録（「学校音楽」共益商社；島崎赤太郎先生追悼号）によれば、島崎はノエル・ペリの教科書を授業で使っていたほどであった。金永鍵によれば、ペリの辞職はカトリック教会との軋轢であった（「国際文化」1941年8月号）。以上の具体的資料群が田辺尚雄による「伝聞」と整合しない。
島崎が未成年の明治20年代中期、ルドルフ・ディットリヒに対するストライキ事件についても、田村虎蔵を被害者として島崎を告発する書がある。が、『「信濃の国」物語』（北村季晴伝）によれば停学処分を受けたのは北村であり田村ではなかった。田村と前述の田辺尚雄が文部省編「尋常小学唱歌」ついて編纂当初から強く批判してきたことは、有識者には知られてきた。遠藤宏『明治音楽史考』ではストライキ計画を事前に学校側に密告したのは田村虎蔵だと記述。しかしこれも、『明治音楽史考』発行当時、すでに故人だった岡野貞一よりの「伝聞」だとある。遠藤宏は東京音楽学校に勤務したのが島崎の没後であるうえ、『明治音楽史考』の中で明治期に編纂された文部省編「尋常小学唱歌」を無視した人物である。現代の精密な歴史学の一般傾向として、動乱期だった明治から昭和期の書物は安易に引用せず、両論の相互を資料で確認する慎重な吟味が必要であろう。このように、近年その業績が整理されつつある島崎について、不確かな伝聞を使用せず、新たな史料発掘と史料批判による徹底した再考が必要である。その結果として、より普遍的な、新しい島崎像が確立することが望ましい（両論併記という立場から本文に追記）。

## 親族
- 父：熊次郎　明治44年8月18日永眠
- 子：三郎　翻訳家